# 6128 Lasorda
6128 Lasorda è un asteroide della fascia principale. Scoperto nel 1989, presenta un'orbita caratterizzata da un semiasse maggiore pari a 2,6467744 UA e da un'eccentricità di 0,1858994, inclinata di 4,17459° rispetto all'eclittica.